# Erigone tolucana
Espèce
Erigone tolucana est une espèce d'araignées aranéomorphes de la famille des Linyphiidae.

## Distribution
Cette espèce est endémique de l'État de Mexico au Mexique,. Elle se rencontre sur le Nevado de Toluca.

## Description
Le mâle holotype mesure 2,40 mm et la femelle paratype 2,95 mm.

## Étymologie
Son nom d'espèce lui a été donné en référence au lieu de sa découverte, le Nevado de Toluca.

## Publication originale
- Gertsch & Davis, 1937 : Report on a collection of spiders from Mexico. I. American Museum Novitates, no 961, p. 1-29 (texte intégral).